# Wahlkreis Chingford and Woodford Green

Der Wahlkreis mit den Grenzen von 2007

Chingford and Woodford Green ist ein Wahlkreis für das britische Unterhaus in Greater London. Der Wahlkreis wurde 1997 geschaffen und liegt im London Borough of Waltham Forest sowie im London Borough of Redbridge. Er entsendet einen Abgeordneten ins Parlament.

## Geschichte
Der Wahlkreis wird seit 1997 durchgehend von Angehörigen der Conservative Party vertreten.
Bei der Unterhauswahl 1997 gewann Iain Duncan Smith den Sitz und amtiert seither als Mitglied des Parlamentes.
Der Wahlkreis wies im April 2013 eine Arbeitslosigkeit von 4 % auf. Diese lag damit geringfügig höher als im nationalen Durchschnitt von 3,8 %.